# Georg Friedrich Schömann

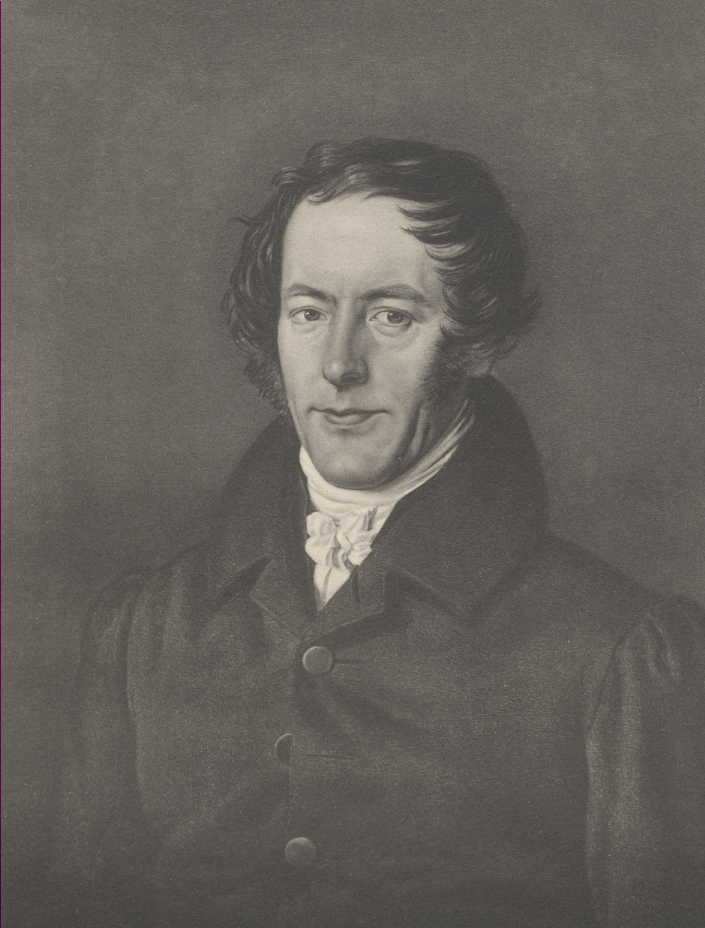
Georg Friedrich Schömann (1832)

Georg Friedrich Schömann (* 28. Juni 1793 in Stralsund; † 25. März 1879 in Greifswald) war ein deutscher Altphilologe.

## Leben
Schömann kam als ältester Sohn des kaiserlichen Advokaten und Notars Jakob Georg Friedrich Schömann und dessen Frau Mariana Regina Friderica geb. Tümern zur Welt. Nach der Trennung der Eltern fand er Aufnahme bei seinem Großvater in Anklam, wo er das Gymnasium besuchte, um 1809 die Königliche Universität zu Greifswald zu beziehen. Das erste und letzte Semester studierte er hier, drei dazwischen liegende an der Universität Jena. Er war Mitglied des Corps Saxonia Jena I (1810) und des Corps Pomerania Greifswald (1812). Nach Abschluss seines Studiums verdingte er sich zunächst als Hauslehrer. Er wurde Konrektor am Gymnasium Anklam (1813) und am Friedrich-Ludwig-Jahn-Gymnasium Greifswald (1814), Prorektor dort 1818. Die Universität Greifswald berief ihn 1827 als Professor für antike Literatur und Redekunst. Er wurde mehrmals zum Rektor (zuletzt 1856) gewählt, leitete aber auch seit 1852 die Wissenschaftliche Prüfungskommission für das Lehramt.
Schömanns Hauptinteresse galt der Staatsverfassung und der Religion im Antiken Griechenland. Seine ersten Arbeiten auf dem Gebiet waren De comitiis Atheniensium (1819), die erste unabhängige Untersuchung der Form politischen Lebens in Athen, und eine Abhandlung De sortitione judicum apud Athenienses (1820). In Verbindung mit M. H. E. Meyer schrieb Schömann Der attische Process (1824).
Die Frage der religiösen Institutionen der Griechen, denen sie nach Schömanns Ansicht einen beträchtlichen Teil ihres öffentlichen Lebens widmeten, zog bald seine Aufmerksamkeit auf sich, und er stellte sich auf den Standpunkt, dass alles wirklich Religiöse dem Christentum ähnlich war und dass die großen Denker der Griechen intuitiv christliche dogmatische Ideen hervorbrachten. Aus diesem Blickwinkel publizierte er die Theogonie Hesiods (1868) mit einem hauptsächlich mythologischen Kommentar, und Ciceros De natura deorum (1850, 4. Ausgabe 1876); er übersetzte Aischylos’ Der gefesselte Prometheus und schrieb einen Ungefesselten Prometheus (1844), in dem Prometheus dazu gebracht wird, die Größe seines Vergehens zu erkennen, und durch Zeus begnadigt wird. Von seinen Beiträgen zu grammatischen Themen sei erwähnt Die Lehre von den Redetheilen nach den Alten dargestellt (1862), eine Einführung in die Elemente der Grammatik. Seine Vielseitigkeit zeigt er in Opuscula academica (4 Bände, 1856–1871).

## Werke
- Ausgaben von Isaios (1831) und Plutarchs Agis und Cleomenes (1839, wesentlich für das attische Erbrecht und die Geschichte der spartanischen Verfassung)
- Antiquitates juris publici Graecorum. Koch, Greifswald 1838. (Digitalisat)
- Eine kritische Untersuchung von George Grotes Bericht über die athenische Verfassung (1854) aus dem konservativen Blickwinkel
- Griechische Alterthümer (1855–1859), über die Entwicklung der griechischen Staaten, mit einem genauen Bericht über die Verfassungen von Sparta, Kreta und Athen, den Kulten und internationalen Beziehungen der griechischen Stämme.
- Die Lehre von den Redetheilen nach den Alten (1862) Digitalisat

## Ehrungen
- Korrespondierendes Mitglied der Preußischen Akademie der Wissenschaften (1824)[3]
- Roter Adlerorden 3. Klasse (1842)[4]
- Korrespondierendes Mitglied der Akademie der Wissenschaften zu Göttingen (1850)[5]
- Mitglied der Bayerischen Akademie der Wissenschaften (1855)
- Pour le Mérite (1864)[6]